# Porcellio anagae
Porcellio anagae är en kräftdjursart som beskrevs av Berndt Hoese 1985. Porcellio anagae ingår i släktet Porcellio och familjen Porcellionidae. Inga underarter finns listade i Catalogue of Life.